# Volkswagen Transporter T3
Volkswagen Transporter T3 este a treia generație de Volkswagen Transporter și este comercializat sub diferite plăcuțe în întreaga lume - inclusiv ca Transporter sau Caravelle în Europa, în Africa de Sud/Nord și America de Sud sub numele de Vanagon. Caroseria este mai mare și mai lată ca predecesorului său Volkswagen Transporter T3. T3 a fost fabricat în Germania din anul 1979 până în 1992. Dar Africa de Sud  a continuat producția microbusului, pentru piața lor internă până în 2002. T3 a fost ultima generație Volkswagen cu motorul în spate. T3 mai este numit și T25.

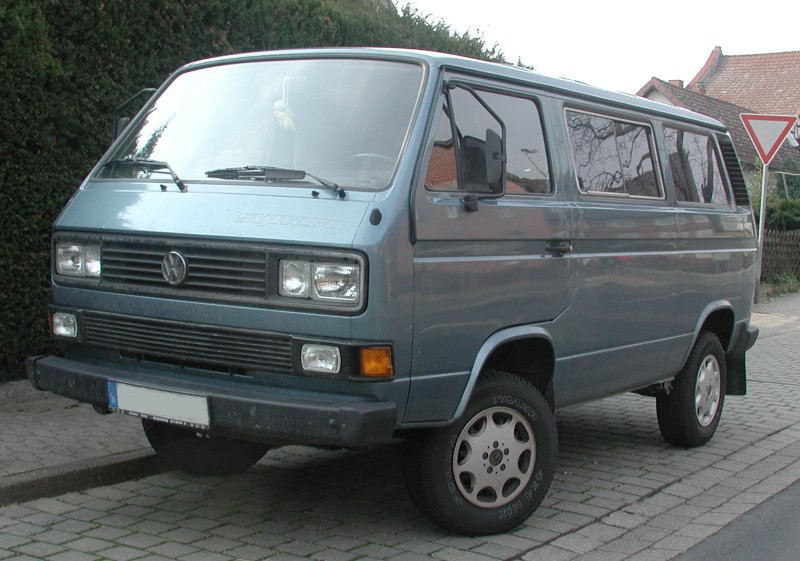
Volkswagen Transporter T3 tip Caravel